# بوريس أولينيك
بوريس أولينيك (بالأوكرانية: Борис Ілліч Олійник) (و. 1935 – 2017 م) هو صحفي، وشاعر، وكاتب، وسياسي، وفنان من الاتحاد السوفيتي، وأوكرانيا، كان عضوًا في الحزب الشيوعي السوفيتي، كان عضوًا في الجمعية البرلمانية لمجلس أوروبا، واللجنة المركزية للحزب الشيوعي السوفيتي، والأكاديمية الوطنية للعلوم في أوكرانيا، توفي في كييف، عن عمر يناهز 82 عاماً، بسبب قصور القلب.

## مناصب
تولى منصب نائب الشعب الأوكراني ‏ (14 مايو 2002–25 مايو 2006)
- نائب الشعب الأوكراني  [لغات أخرى]‏ (12 مايو 1998–14 مايو 2002)[8]
- ممثل الجمعية البرلمانية لمجلس أوروبا  [لغات أخرى]‏ (22 يناير 1996–2 أكتوبر 2006)[9]
- ضيف خاص في الجمعية البرلمانية لمجلس أوروبا ‏ (28 يونيو 1994–22 يناير 1996)[9]
- نائب الشعب الأوكراني  [لغات أخرى]‏ (11 مايو 1994–12 مايو 1998)[10]
- نائب الشعب الأوكراني  [لغات أخرى]‏ (14 ديسمبر 1992–10 مايو 1994)[11]

.

## جوائز
حصل على جوائز منها:
- جائزة الدولة السوفيتية
- ميدالية اليوبيل الفضي لمرور 25 سنة على استقلال أوكرانيا  [لغات أخرى]‏
- ميدالية بطل أوكرانيا
- وسام صداقة الشعوب
- وسام ثورة أكتوبر
- وسام الراية الحمراء من حزب العمال
- نيشان الدولة الأوكرانية